# Walter Fürst
Walter Fürst (fallecido c.1303 – 1317) fue un legendario héroe suizo, originario del cantón de Uri, que contribuyó a establecer la independencia de Suiza.

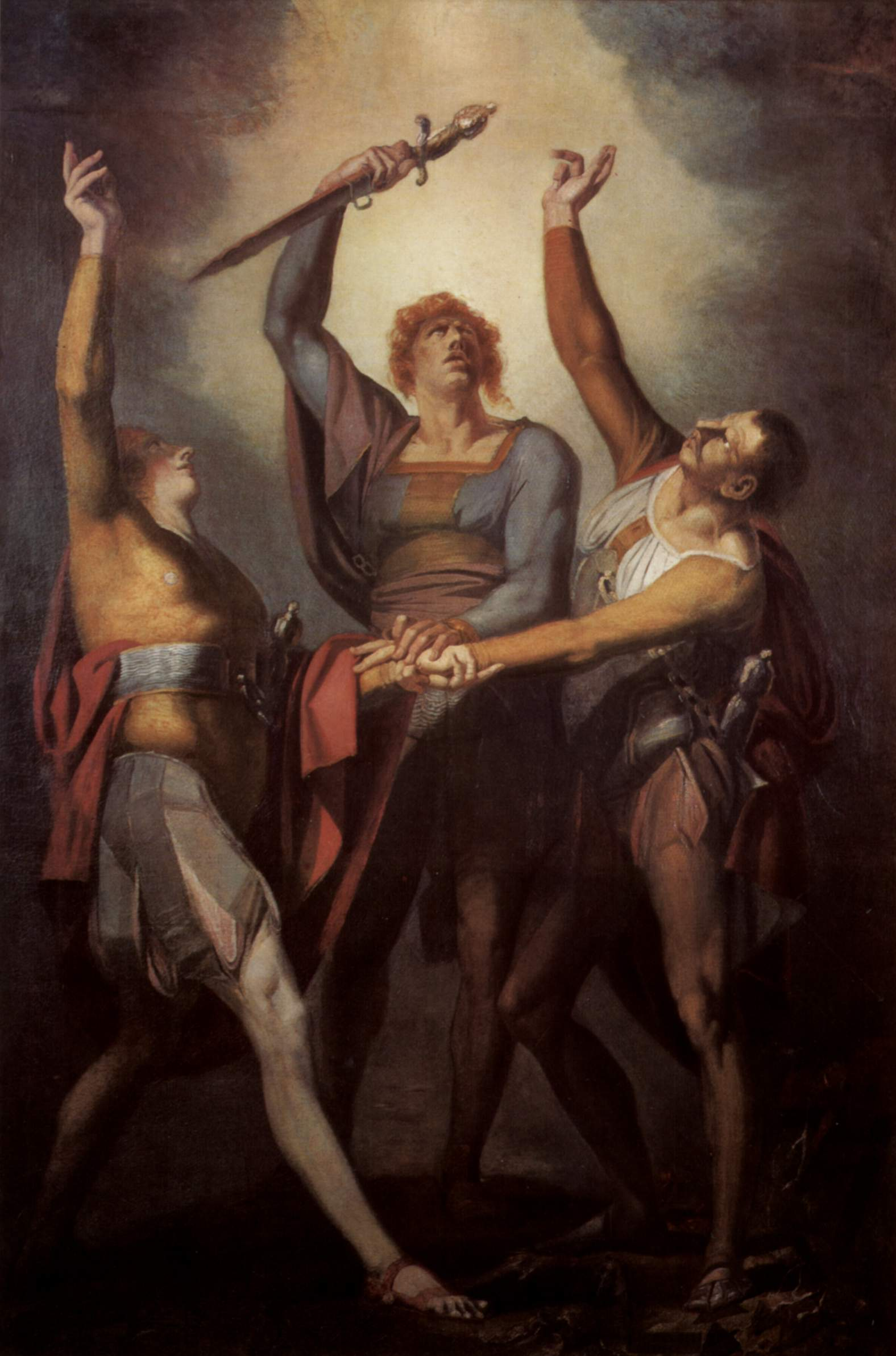
Los tres Confederados hacen el juramento sobre el Rütli, Johann Heinrich Füssli, 1780.

Dentro de los mitos de la fundación de Suiza, en el año 1307 Walter Fürst fue uno de los tres suizos (junto a Arnold de Melchtal y Werner Stauffacher) que participaron en el juramento de Rütli, en representación del cantón de Uri. Según cuenta la leyenda, el juramento se prestó sobre la pradera de Rütli con vistas al lago de los Cuatro Cantones.
El primer registro escrito de este hecho se encuentra en el Libro Blanco de Sarnen de alrededor del año 1470. El juramento de Rütli es uno de los actos que históricamente conforman la fundación de la Confederación Suiza.